# Le Chasseur maudit
Le Chasseur maudit (en català, El caçador maleït) és un poema simfònic compost per César Franck entre l'estiu de 1881 i el 31 d'octubre de 1882. L'obra, identificada amb el número de catàleg CFF 128 (FWV 44 en altres catàlegs, tot i que aquesta forma ha estat descartada). Es tracta del segon poema simfònic del compositor i té una durada mitjana d’execució de 15 minuts.
L'obra s’inspira en una balada de l'escriptor alemany Gottfried August Bürger i està dedicada a Charles Lamoureux. La música evoca la història d’un noble alemany que, ignorant la dimensió espiritual del dia festiu, decideix sortir a caçar. Mentre en la distància sonen les campanes i es perceben càntics litúrgics, ell inicia la seva cavalcada. Però la seva acció irreverent té conseqüències: el paisatge es transforma, el seu corn deixa de sonar, l’animal que el porta es paralitza i una veu espectral trenca el silenci per dictar-li un càstig etern. A partir d’aquí, comença una fugida sense treva, amb el protagonista assetjat per forces demoníaques que el persegueixen implacablement per paisatges de fantasia fosca i tenebrosa.
La composició pertany al gènere del poema simfònic i està escrita per a orquestra simfònica, seguint l’estètica del segle xix i inicis del segle xx. Franck també en va realitzar un arranjament per a piano a quatre mans, titulat La chasse fantastique, que és una versió associada però posterior de la mateixa obra. La primera interpretació pública de Le Chasseur maudit va tenir lloc a París el 31 de març de 1883, en un concert de la Société Nationale de Musique a la Salle Érard. L’orquestra va ser dirigida per Édouard Colonne.